# Notothenia microlepidota
Notothenia microlepidota és una espècie de peix pertanyent a la família dels nototènids.

## Descripció
- Pot arribar a fer 70 cm de llargària màxima i pesar fins a 3 kg.
- Els joves són argentats amb una cua força forcada, mentre que els adults són argentats, grocs o marró rogenc i amb la cua menys forcada.
- 6-7 espines i 27-28 radis tous a l'aleta dorsal i cap espina i 23-24 radis tous a l'anal.
- Escates molt petites.
- Dues línies laterals.
- Té proteïnes anticongelants a la sang, així com teixits adiposos per compensar la seua manca de bufeta natatòria i donar-li una flotabilitat neutra.[3][4][5]

## Hàbitat
És un peix d'aigua marina, bentopelàgic i de clima temperat.

## Distribució geogràfica
Es troba al Pacífic sud-occidental: Nova Zelanda i l'illa Macquarie (Austràlia), tot i que també n'hi ha registres a la Gran Badia Australiana, Xile i al voltant de les illes Malvines.

## Observacions
És inofensiu per als humans.